# Castell de Sort
El Castell de Sort, o Castell dels Comtes de Pallars, és un castell situat a la vila de Sort, a la comarca del Pallars Sobirà, declarat bé cultural d'interès nacional.
El sector central de la població de Sort, situat entre el castell i l'església parroquial, formava l'antiga Vila Closa. El Castell de Sort, situat a la part alta de la vila (extrem nord-oest), ocupa un ample perímetre poligonal a 700 m d'altitud. La fortalesa s'assenta en un gran terreny descobert de 1.934 m² de superfície, tancat per un seguit de murs que en delimiten el perímetre poligonal.

## Història
La història del castell i de la vila de Sort són indestriables en gran manera. El castell no es troba documentat fins al segle xiii, però la vila apareix vinculada als comtes de Pallars ja des del segle x. L'any 1055, la comtessa Ermessenda va fer donació de la vila a la canònica de Santa Maria de la Seu d'Urgell. Segons la tradició, al castell hi va néixer sant Ot, bisbe d'Urgell (1065-1122). El 1280, el comte Arnau Roger I de Pallars, vençut en alçament contra el rei, cedí a Pere el Gran diversos dominis, entre els quals Sort.
A la darreria del segle xiii i fins al 1327, Arnau I d'Espanha, vescomte de Coserans i net del comte Roger II de Pallars, va envair el Pallars i s'apoderà del castell en diverses ocasions, però va ser recuperat cada vegada pel rei Jaume el Just. L'any 1378 el comte Hug Roger II de Pallars, des de la "camera nova castri de Sort" atorgà poders generals al castell i nomenà procurador seu Roger de Besora.
Al segle xv, en la guerra contra el rei Joan el Sense Fe el rei va vendre el comtat de Pallars al comte de Cardona que atorgà importants privilegis a favor de la vila (1513) i va convertir el castell-fortalesa en palau a finals del s. XV i inicis del XVI.

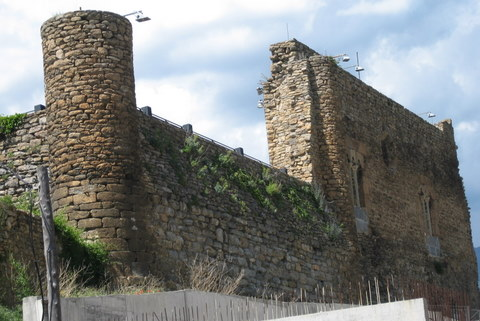
Torre a l'extrem de la muralla i façana del palau gòtic (maig 2009)

L'any 1634 consta una reparació a les cisternes quan servia de presó. Fou abandonat al segle xvii, però no en consta la data exacta. Sí que es coneix un enderroc general provocat per un incendi durant la primera meitat del segle xvii. L'any 1842, el duc de Medinaceli cedia el castell al municipi per tal d'instal·lar en el seu clos el cementiri municipal, ampliat el 1866 i actualment desafectat.
Des del 1992, al castell s'hi han realitzat intervencions arqueològiques i de restauració.

## Arquitectura
El delimita una muralla, que a l'est conserva l'obra romànica, dels segles xi i xii, feta amb grans pedres irregulars i amb dues torres cilíndriques als extrems. Aquesta línia de muralla continua cap al nord amb la façana d'un palauet gòtic, del segle xiv o XV, on trobem un gran portal adovellat, amb una ampla espitllera al costat, i dos finestrals geminats per sobre dels quals podem veure un ull de bou amb el marc bisellat. Cap a l'oest s'alça el que s'ha identificat com la torre de l'homenatge, semicircular, que va allotjar la presó del terme almenys fins al segle xvii. Tanquen el clos a migdia alts panys de murs que es podrien datar en els segles xi i xii.